# 티엔드엉 동굴
티엔드엉 동굴(베트남어: Thiên Đường / 天堂洞)은 베트남 보짝현 선짝사에 위치한 자연 동굴이다. 해발 200m 고도에 위치해 있으며, 이 동굴의 길이는 31 km, 높이는 100m , 넓이는 150m이다.
퐁냐께방 국립공원 내에 자리를 잡고 있으며,은 베트남 하노이 남쪽으로 450 km 떨어진 곳에 위치한 세계 최대의 동굴로 알려져 있다.
이 동굴은 2005년 한 현지인에 의해 발견되었고, 이 동굴의 첫 5km는 2005년 영국 동굴 연구 협회의 탐험가들에 의해 31km 전체가 영국 동굴 탐험가들에 의해 공개되었다. 이 동굴은 길이가 31km로 이 국립공원에서 가장 긴 동굴로 여겨졌던 퐁냐 동굴보다 길다. 높이는 72m, 폭은 150m에 이른다. 석회암 형성도 퐁냐 동굴보다 화려하다.
영국의 동굴 탐험가들은 이 동굴 안에 있는 아름답고 장관인 종유석과 석순에 감명을 받았고 그들은 그것을 티엔드엉 동굴(천당 동굴)이라고 이름지었다. 2012년 이 곳에서 새로운 종인 진동굴성 생물 전갈의 종인 비엣보캅 전갈(Vietbocap thienduongensis)이 발견되었다.

## 관광
이 동굴의 진입로와 내부도로는 현지 업체(쯔엉틴 그룹)가 건설해 2010년 9월 3일부터 관광객들에게 개방하고 있다. 주차장은 동굴 입구에서 1.6km 떨어진 곳으로 관광객들은 골프 카트를 타고 가거나 동굴 입구로 가는 포장도로를 걸을 수 있다. 그리고 1km만이 관광객들에게 개방되어 있다.

## 같이 보기
- 퐁냐께방 국립공원
- 퐁냐 동굴
- 엔 동굴
- 선도옹 동굴